# Þórsmörk
Þórsmörk o Thórsmörk (in lingua islandese, letteralmente Foresta di Thor) è un crinale montuoso islandese che prende il nome dal dio della mitologia norrena. È situato nel sud dell'Islanda, tra i ghiacciai Tindfjallajökull e Eyjafjallajökull. Il nome "Thorsmörk" si riferisce propriamente solo al crinale tra i fiumi Krossá, Þröngá e Markarfljót, ma è usato anche per descrivere l'area compresa tra Þórsmörk ed Eyjafjallajökull.
Þórsmörk è una località popolare tra gli escursionisti, dato che rappresenta il punto di partenza per molti percorsi di trekking, come il Laugavegur che arriva fino al Landmannalaugar.